# Кандидат філологічних наук
Кандидат філологічних наук — науковий ступінь у галузі філологічних наук.
В Україні існує два наукових ступені: «кандидат наук» та «доктор наук» (вищий науковий ступінь). Науковий ступінь «кандидат наук» присуджується на підставі захисту кандидатської дисертації, яка містить нові науково обґрунтовані результати проведених здобувачем досліджень, розв'язують конкретне наукове завдання, що має істотне значення для відповідної галузі науки.

## Порядок присудження наукового ступеня
Порядок присудження наукового ступеня «кандидат наук» визначено Постановою Кабінету Міністрів України.
Науковий ступінь кандидата наук присуджується спеціалізованою вченою радою на підставі прилюдного захисту дисертації і затверджується Міністерством освіти і науки України з урахуванням висновку відповідної експертної ради.
Кандидатська дисертація подається до захисту лише за однією науковою спеціальністю. Може бути подана до захисту у вигляді опублікованої одноосібної (без співавторів) монографії.
Кандидатська дисертації супроводжуються окремим авторефератом обсягом 0,7-0,9 авторського аркуша, які подаються державною мовою. Вимоги до оформлення автореферату встановлює Міністерство освіти і науки України.
Здобувач наукового ступеня кандидата наук допускається до захисту дисертації після складення кандидатських іспитів, перелік яких визначає МОН.
Захист дисертації відбувається на відкритому засіданні спеціалізованої вченої ради, що складається з докторів (кандидатів) наук, яким Міністерством освіти і науки України надано право розглядати дисертації з певної спеціальності. Для розгляду кандидатської дисертації призначаються два офіційних опоненти, з яких один — доктор наук, а другий — доктор або кандидат наук.
За результатами захисту дисертації спеціалізована вчена рада проводить таємне голосування щодо присудження наукового ступеня.
Рішення спеціалізованої вченої ради про присудження наукового ступеня кандидата наук набирає чинності з дати видання наказу МОН про затвердження рішення спеціалізованої вченої ради та видачу відповідного диплома на підставі рішення атестаційної колегії.
Кандидатський ступінь є достатнім, щоб у вищих навчальних закладах зайняти посаду доцента, у наукових установах — посаду старшого наукового співробітника.
В Україні й країнах СНД кандидатський ступінь приблизно еквівалентний науковому ступеню Ph.D. (доктор філософії) більшості країн Заходу.

## Спеціальності, за якими присуджується науковий ступінь
У галузі «Літературознавство»:
- 10.01.01 — Українська література
- 10.01.02 — Російська література
- 10.01.03 — Література слов'янських народів
- 10.01.04 — Література зарубіжних країн
- 10.01.05 — Порівняльне літературознавство
- 10.01.06 — Теорія літератури
- 10.01.07 — Фольклористика
- 10.01.09 — Літературне джерелознавство і текстологія
- 10.01.10 — Кримськотатарська література

У галузі «Мовознавство»:
- 10.02.01 — Українська мова
- 10.02.02 — Російська мова
- 10.02.03 — Слов'янські мови
- 10.02.04 — Германські мови
- 10.02.05 — Романські мови
- 10.02.06 — Балтійські мови
- 10.02.07 — Індоіранські мови
- 10.02.08 — Тюркські мови
- 10.02.09 — Фінно-угорські та самодійські мови
- 10.02.10 — Іберійсько-кавказькі мови
- 10.02.11 — Монгольські мови
- 10.02.12 — Семітські мови
- 10.02.13 — Мови народів Азії, Африки, аборигенних народів Америки та Австралії
- 10.02.14 — Класичні мови. Окремі індоєвропейські мови
- 10.02.15 — Загальне мовознавство
- 10.02.16 — Перекладознавство
- 10.02.17 — Порівняльно-історичне і типологічне мовознавство
- 10.02.21 — Структурна, прикладна та математична лінгвістика